# Lidija Jenko
Lidija Jenko (* im 20. Jahrhundert (evtl. Anfang oder Mitte der 1960er Jahre)) ist eine ehemalige jugoslawische Schauspielerin.

## Wirken
Lidija Jenko wirkte in mehreren jugoslawischen und deutschen Filmproduktionen mit. In Deutschland wurde sie Mitte der 1980er Jahre bekannt durch die Rolle der Dunja in der österreichisch-deutschen Aussteiger-Serie Der Sonne entgegen. Sie beendete 1991 ihre Schauspielerkarriere.

## Filmografie (Auswahl)
- 1984–1985: Der Sonne entgegen (Fernsehserie, 12 Folgen)
- 1986: Abendglocken
- 1986: Heretik (Fernsehfilm)
- 1988: Das Leben mit dem Onkel (Fernsehfilm)
- 1988: Večernja zvona (Fernsehserie, 4 Folgen)
- 1991: Pripovedke iz medenega cvetličnjaka (Fernsehserie)